# Michał Modelski
Michał Modelski (ur. 16 kwietnia 1975) – polski lekkoatleta, wieloboista, wielokrotny mistrz Polski.

## Osiągnięcia
Zdobył tytuł mistrza Polski w dziesięcioboju w latach 1998, 1999, 2000, 2001 i 2004. Był wicemistrzem Polski w tej konkurencji w 1995 i 2002, a brązowym medalistą w 1996.
W hali był mistrzem Polski w siedmioboju w 2002 i 2003, wicemistrzem w 2000 i 2004 oraz brązowym medalistą w 1995, 1996 i 1999.
Startował na halowych mistrzostwach Europy w 2002 w Wiedniu w siedmioboju – zajął 10. miejsce. Dwukrotnie brał udział w Pucharze Europy w wielobojach: w 2004 zajął 17. miejsce, a w 2005 – 16. miejsce.
Był zawodnikiem klubów: Lechia Gdańsk (1992-1996 i 2001-2003), AZS-AWF Katowice (1998-2000) i AZS-AWFiS Gdańsk (2004-2006). Zakończył karierę zawodniczą w roku 2006. Pracuje jako trener.

## Rekordy życiowe
źródła:
- dziesięciobój lekkoatletyczny – 7835 pkt. (6 lipca 2003, Tallinn[5]) – 17. wynik w historii polskiej lekkoatletyki
- siedmiobój lekkoatletyczny (hala) – 5806 pkt. (22 lutego 2004, Spała)
- skok o tyczce – 4,82 m (29 września 2003, Talence)